# Ethel Bliss Platt
Ethel Bliss Platt (* 25. Oktober 1881 in Englewood (New Jersey); † Juni 1971 ebenda) war eine US-amerikanische Tennisspielerin im ersten Jahrzehnt des 20. Jahrhunderts.

## Erfolge
Im Jahr 1906 gewann sie mit ihrer Landsfrau Ann Burdette Coe das Damendoppel bei den US-amerikanischen Tennismeisterschaften (heute US Open). Sie besiegten Helen Homans und Clover Boldt in zwei Sätzen mit 6:4 und 6:4.
| Personendaten    | Personendaten                    |
| ---------------- | -------------------------------- |
| NAME             | Platt, Ethel Bliss               |
| KURZBESCHREIBUNG | US-amerikanische Tennisspielerin |
| GEBURTSDATUM     | 25. Oktober 1881                 |
| GEBURTSORT       | Englewood (New Jersey)           |
| STERBEDATUM      | Juni 1971                        |
| STERBEORT        | Englewood (New Jersey)           |